# Bury My Heart at Wounded Knee (livro)
Bury My Heart at Wounded Knee: An Indian History of the American West (lançado no Brasil com o título Enterrem Meu Coração na Curva do Rio) é um livro de 1970 do escritor estadunidense Dee Brown (1908-2002) sobre a história dos índios estadunidenses no Oeste dos Estados Unidos no final do século XIX. O livro reflete o ponto de vista indígena sobre as ações do Governo Federal dos Estados Unidos, que são descritas como uma série de injustiças e traições. Brown descreve os deslocamentos dos indígenas por força de remoções e de anos de guerras levados a cabo pelo governo estadunidense. Os acordos com o governo são descritos como um contínuo esforço deste para destruir a cultura, religião e modo de vida dos indígenas. O livro A Century of Dishonor (1881), de Helen Hunt Jackson, é sempre considerado um precursor do livro de Brown. 
Antes da publicação do livro, Dee Brown se tornou um profundo conhecedor da história do Velho Oeste. Tendo crescido no Arkansas, ele desenvolveu um grande interesse no Oeste dos Estados Unidos. Durante seus estudos universitários na Universidade George Washington e durante sua carreira como bibliotecário do Departamento de Agricultura dos Estados Unidos e da Universidade de Illinois em Urbana-Champaign, ele escreveu numerosos livros sobre o tema. Mantendo o foco no tema, Brown, no entanto, também se aventurou por diversas outras áreas, como ficção do oeste e literatura infantil. Alguns de seus livros sobre os indígenas estadunidenses foram Showdown at Little Bighorn (1964) e The Fetterman Massacre (1974). 
Publicado num tempo de crescente ativismo indígena, o livro nunca deixou de ser impresso e foi traduzido para dezessete idiomas. O seu título original foi tirado da frase final de um poema do século XX intitulado American Names, de Stephen Vincent Benet. A citação que serviu de base para o título foi: I shall not be there/I shall rise and pass/Bury my heart at Wounded Knee ("Eu não estarei lá/Eu subirei e morrerei/Enterre meu coração no Joelho Ferido"). Ela aparece no início do livro de Brown. Wounded Knee ("Joelho Ferido"), em Dakota do Sul, foi o local do último grande confronto entre o Exército dos Estados Unidos e os índios estadunidenses, o chamado Massacre de Wounded Knee, em 1890. Em suas proximidades, também foram enterrados o coração e alguns ossos do chefe indígena sioux Cavalo Louco em 1877.

## Guerra do Vietnã
Na época da publicação do livro, os Estados Unidos estavam envolvidos na Guerra do Vietnã (1955-1975). Muitas comparações foram, então, feitas entre as atrocidades cometidas contra os índios estadunidenses narradas no livro e o Massacre de Mỹ Lai, perpetrado em 1968 pelo exército dos Estados Unidos contra centenas de civis vietnamitas.

## Adaptações
A HBO Films produziu uma adaptação televisiva do livro em 2007, focada nos dois últimos capítulos do livro. O escritor Dwight Jon Zimmerman adaptou o livro para a literatura infantil em 2011 em sua obra The saga of the Sioux.  
- Este artigo foi inicialmente traduzido, total ou parcialmente, do artigo da Wikipédia em inglês cujo título é «Bury My Heart at Wounded Knee».